# Anglicanorum coetibus
Anglicanorum coetibus (in italiano Gruppi anglicani) è una costituzione apostolica di papa Benedetto XVI del 4 novembre 2009.

## Contenuto
In essa sono contenute le disposizioni da seguirsi per «l'istituzione di ordinariati personali per anglicani che entrano nella piena comunione con la Chiesa cattolica». È cioè rivolta ai gruppi di fedeli, laici e sacerdoti anglicani che decidono di convertirsi al cattolicesimo.
La costituzione apostolica prevede il mantenimento di alcuni elementi del patrimonio spirituale e liturgico anglicano, tra i quali l'uso di libri liturgici propri di tradizione anglicana approvati dalla Santa Sede, la facoltà di erigere seminari, la possibilità di ammettere al presbiterato cattolico ministri anglicani o anglo-cattolici (anche vescovi) già sposati (il rito dell'ordinazione anglicano è infatti considerato non valido dalla Chiesa Cattolica, pertanto i sacerdoti anglicani necessitano una nuova ordinazione).
La pubblicazione del documento è avvenuta in seguito alla richiesta di alcuni fedeli appartenenti alla Comunione anglicana tradizionale che avevano chiesto alla Santa Sede di poter rientrare in seno al cattolicesimo.
Alla base della richiesta ci sarebbe l'atteggiamento dell'ala più progressista dell'anglicanesimo in materia di sacerdozio di donne e di omosessuali dichiarati.
Tra le principali novità introdotte dalla costituzione apostolica, vi è inoltre la facoltà per i seminari degli ordinariati di «presentare al Santo Padre la richiesta di ammissione di uomini sposati all'ordinazione presbiterale» (ovvero la possibilità, in particolar casi e con l'approvazione del papa, di ordinare al sacerdozio uomini sposati, come deroga al celibato ecclesiastico) e la creazione di una tradizione liturgica anglicana in seno alla Chiesa Cattolica.

## Ordinariati attuali
La Congregazione per la Dottrina della Fede ha eretto tre ordinariati ai sensi della costituzione apostolica:
- Ordinariato personale di Nostra Signora di Walsingham per i fedeli di Inghilterra e Galles
- Ordinariato personale della Cattedra di San Pietro per i fedeli degli Stati Uniti d'America e del Canada
- Ordinariato personale di Nostra Signora della Croce del Sud per i fedeli dell'Australia e del Giappone